# Língua ignota
Uma lingua ignota (do latim "idioma desconhecido") foi descrita pela abadessa de Rupertsberg, Santa Hildegarda de Bingen, OSB, no século XII, que aparentemente usou para fins místicos. Para escrevê-la, ela usou um alfabeto de 23 letras denominadas litterae ignotae.
Depois disso, centenas de tentativas têm sido feitas para criar novas línguas, como, por exemplo, o volapük, o ido, o novial, o occidental, o ling, o esperanto e a interlingua.

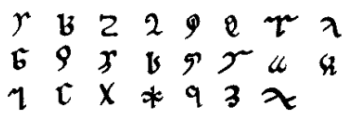
Litterae ignotae